# Plaza de Antón Martín

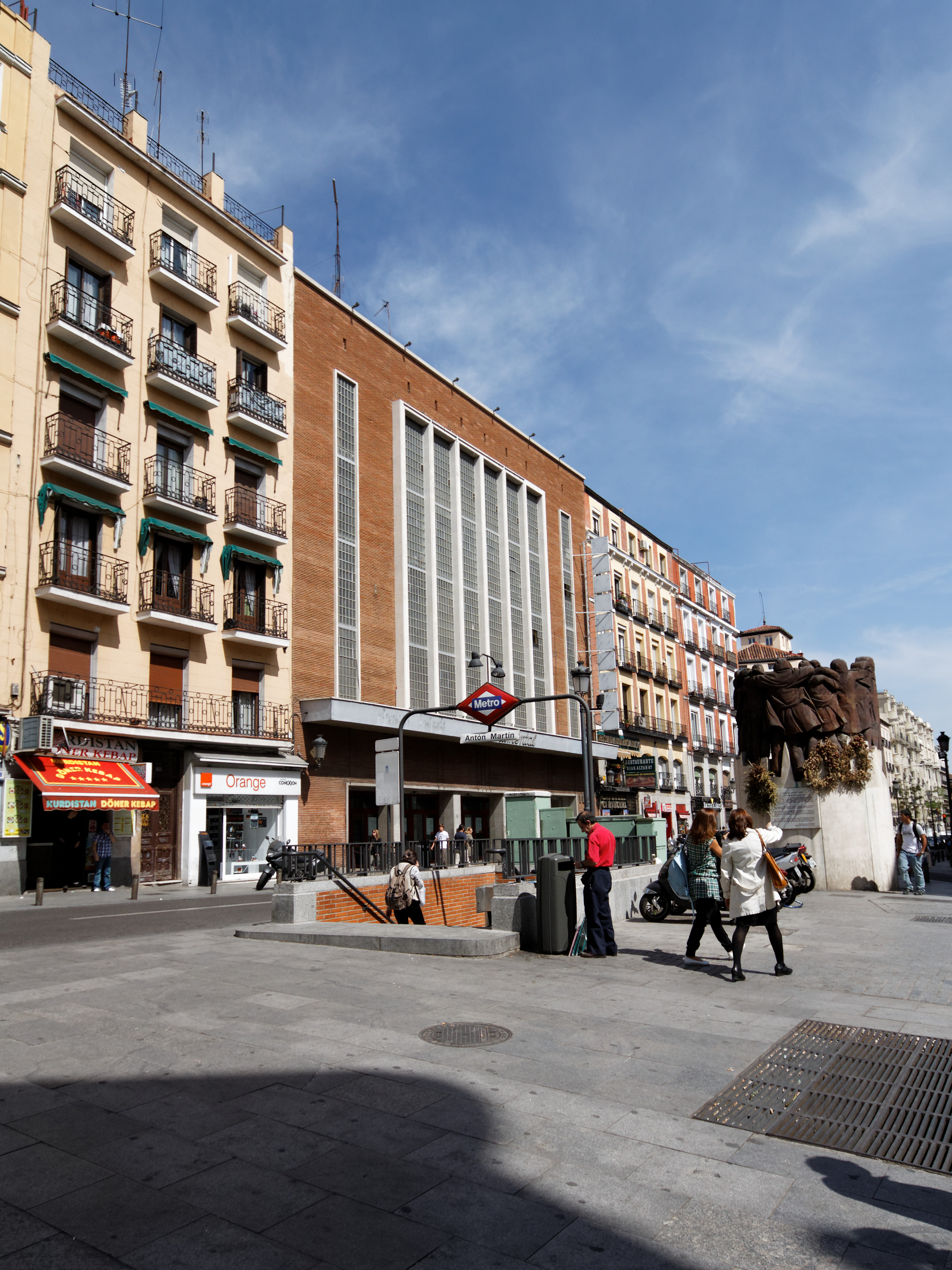
Vista de la plaza con la estación de Antón Martín, la fachada del Monumental Cinema y a la derecha, el monumento de Juan Genovés en recuerdo de las víctimas de la Matanza de Atocha de 1977

La plaza de Antón Martín, también llamada plazuela de Antón Martín, es un espacio público del distrito centro de Madrid, en el que confluyen la calle de Atocha, la calle de Santa Isabel, la calle de la Magdalena, la calle del Amor de Dios y la calle del León en su intersección con la calle de Moratín.
Debe su nombre al religioso del siglo xvi Antón Martín, sucesor de San Juan de Dios en la Orden Hospitalaria, y fundador aquí en 1552 del hospital de Nuestra Señora del Amor de Dios, popularmente llamado hospital de Antón Martín.

## Historia
En la frontera del arrabal de Santa Cruz, en el siglo xiii se encontraba aquí el primitivo portillo de Atocha trasladado luego a la puerta de Vallecas más alejado en lo que se llamó el camino del Santuario. Antonio de León Pinelo cuenta que hubo en este lugar una ermita dedicada a San Sebastián, sobre la que «el cura de Santa Cruz, Juan Francor [o Francos], fundó en 1550 nueva parroquia para un sobrino suyo». Poco después, en 1552, Antón Martín fundó, anexo, el hospital de San Juan de Dios, en los terrenos que Hernando de Somontes y Catalina Zapata habían adquirido del contador del rey, empezando a conocerse este espacio como plazuela de Antón Martín. Aunque aparece rotulada como plazuela de Antón Martín en el plano de Texeira de 1656, nunca fue reconocida por la municipalidad y carece por tanto de numeración, llevando sus edificios y establecimientos la de la calle de Atocha. 
Ya en 1732, se construyó una fuente ornamental con diseño churrigueresco del Arquitecto Mayor de las Obras Reales de Felipe V, Pedro de Ribera.

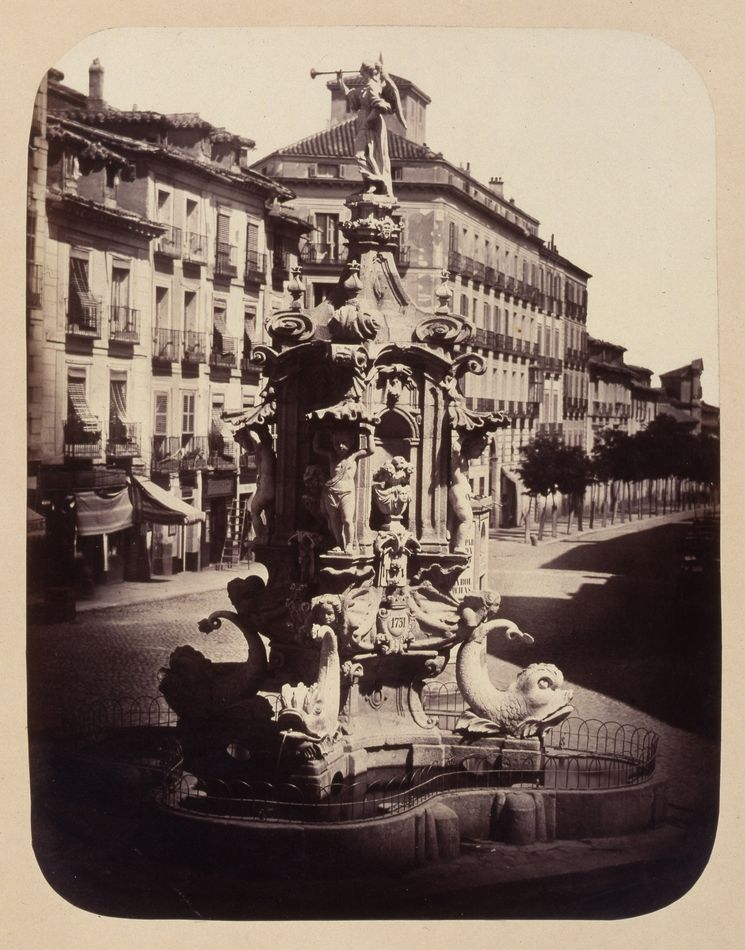
Alfonso Begué fotografió en 1864 la errante fuente de la Fama, instalada en 1732 en Antón Martín. De allí se llevó al barrio de Las Peñuelas, y poco después, en 1880, fue desmontada y guardada. Reconstruida en 1911 se colocó en el parque del Oeste, hasta que en 1941 se trasladó a los jardines del Arquitecto Ribera, junto al Museo Municipal de Madrid

Entre los episodios legendarios, una placa del ayuntamiento informa de que el 23 de marzo de 1766 se inició en esta plazuela el Motín de Esquilache, provocado por las medidas de seguridad aplicadas a la forma de vestir del pueblo madrileño, y previstas por el ministro italiano de Carlos III, el marqués de Esquilache. Otro episodio bélico, ocurrió el 22 de junio de 1866, desarrollándose en este lugar uno de los sangrientos enfrentamientos de la sublevación del cuartel de San Gil.
En 1869 el farmacéutico Miguel González Gallardo abrió en el número 46 de la calle Atocha, presidiendo la plazuela, una de las boticas más castizas de Madrid, la Farmacia El Globo. Otros establecimientos singulares mencionados por el cronista Pedro de Répide fueron la tienda de sedas del republicano Toribio Castrovido, padre de Roberto Castrovido, y el ‘animado’ Café Zaragoza.
En esa misma línea, el comediógrafo Salvador María Granés escribió La plaza de Anton Martín: Sainete lírico en un acto y en verso.
El 26 de diciembre de 1921 se inauguró la estación del metro perteneciente a la línea 1, con la curiosidad de tener acceso directo a las dependencias del Monumental Cinema. En 2003 se colocó en la plaza un monumento en recuerdo de las víctimas de la matanza de Atocha de 1977.

## Edificios
El 2 de noviembre de 1552, se fundó «por convenio» el hospital de Nuestra Señora del Amor de Dios. A él serían trasladados en 1596 los restos de su primer rector, el hermano Antón Martín. El primitivo edificio, para cuya construcción ordenó el rey que se trajeran maderas del bosque de Valsaín, ocupaba el espacio que luego llenarían el cine Doré, el mercado de San Antón y la parroquia de San Salvador y San Nicolás. Este hospital estuvo en funcionamiento hasta el final de la guerra de la Independencia, llegando a ser polvorín de las tropas francesas.
Otro edificio de acogida, en esta misma plazuela, fue el hospital de Nuestra Señora de Montserrat, para súbditos de la corona de Aragón, trasladado aquí desde su inicial asentamiento de 1616 en una casa de campo de lo que luego sería el barrio de Lavapiés. Trasladado a los altos de la calle de Atocha según resolución fechada el 21 de marzo de 1658, tuvo iglesia principal, inaugurada el 1 de mayo de 1678, con dos capillas dedicadas a Nuestra Señora del Pilar de Zaragoza y a los Desamparados de Valencia, con sus correspondientes cofradías de naturales de los reinos originarios de Aragón y Valencia. En ella fue enterrado el Patriarca de las Indias Tomás Iglesias, fallecido en Madrid el 8 de mayo de 1874.
En 1891 se reunieron los templos de San Nicolás y San Salvador en la parroquia de San Salvador y San Nicolás. La iglesia se quemó en el año 1936 y posteriormente fue dañada en los bombardeos durante la defensa de Madrid. Su aspecto a comienzos del siglo xxi se debe a una reconstrucción del templo realizada en 1948. 
A comienzos del siglo xx la empresa Segarra encargó al arquitecto Teodoro Anasagasti la realización del Monumental Cinema (con aforo para más de cuatro mil espectadores), local que ha funcionado como cine, teatro y desde 1970, acogió los conciertos de la orquesta sinfónica de RTVE. Una placa del Ayuntamiento recuerda que en él estrenó el músico Serguéi Prokófiev su Segundo concierto para violín el 1 de diciembre de 1935.

## En la literatura
Plazuela galdosiana, el cronista del Madrid decimonónico Benito Pérez Galdós dejó esta pincelada en el primer capítulo del episodio La Primera República: 

«...Estábamos en Antón Martín, junto a la fuente churrigueresca. El manso filósofo Ido del Sagrario se fue a la compra, calle de los Tres Peces, y Estévanez, que había salido de la tienda de sedas del popular republicano don Toribio Castrovido, me llevó calle abajo por la de Atocha, contándome sus andanzas en el largo tiempo en que yo le había perdido de vista. Refería con pintoresca sencillez y gracia las que no vacilo en llamar hazañas, y mi curiosidad apuraba sus conceptos con atención sedienta.»
La Primera República (1911); cuarta novela de la quinta serie de los Episodios Nacionales de Benito Pérez Galdós.

## Ilustres vecinos
- El pintor italiano de Felipe II, Bartolomé Carducho, que falleció en una casa ya desaparecida, en 1608.
- Diego Fernández (1703-1775), constructor de claves para la familia real.[15]
- Santiago Ramón y Cajal, vecino del barrio, vivió durante unos años en el número 46 de la calle de Atocha, el piso tercero, encima de la farmacia.[16]